# Moritz von Bredow
Moritz Alexander von Bredow (* 19. Februar 1963 in Hamburg) ist ein deutscher Kinderarzt und Autor.

## Leben

### Herkunft
Moritz von Bredow ist der älteste Sohn des ehemaligen wissenschaftlichen Direktors an der Universität Kiel Busso Lebrecht von Bredow (* 1933) und Suzanne, geb. de Laporte (* 1936).

### Karriere
Moritz von Bredow wuchs in Eutin auf und schloss 1991 an der Universität Kiel seine Dissertation Über den Einfluss fetaler Thalamus-Transplantate unterschiedlicher ontogenetischer Entwicklungsstadien auf das Überleben retinaler Gabglienzellen nach Axotomie des Nervus opticus bei adulten Ratten: eine quantitative Studie ab.
Moritz von Bredow praktiziert aktiv als Kinderarzt in Norderstedt.
Er ist Musikliebhaber; spielt u. a. Klavier und singt. Er führte von 2005 bis 2008 Recherchen zu Grete Sultan durch. Zudem hatte er neben der Recherche in Archiven die Möglichkeit, kurz vor ihrem Tod noch ein Interview mit Grete Sultan zu führen. Auch weitere Personen konnte er für seine Recherche interviewen, wie beispielsweise Merce Cunningham. 2012 veröffentlichte er dann die Biographie zu Grete Sultan und führte 2017 mit einem weiteren Buch die Betrachtung der Familie Sultan fort, indem er die überlieferte Dokumentation der Tante von Grete Sultan zur Grundlage des Buches machte.

### Das ungespielte Konzert
Im Juni und September 2016 gab der Pianist Florian Heinisch anlässlich des 100. Geburtstages Karlrobert Kreitens die von Bredow konzipierte, bundesweit viel beachtete Klavierabend-Reihe „Das ungespielte Konzert“. An acht Abenden kam jenes Programm zur Aufführung, das Kreiten am Tage seiner Verhaftung in Heidelberg im Mai 1943 nicht mehr spielen konnte. Der Schirmherr dieser Klavierabende war Gilbert von Studnitz, Neffe und nächster lebender Verwandter von Karlrobert Kreiten. Zur Aufführung kamen Werke von Johann Sebastian Bach, Frédéric Chopin, Ludwig van Beethoven (u. a. Klaviersonate Nr. 23), Wolfgang Amadeus Mozart und Franz Liszt (op. 10 Nr. 8, Nr. 8 und Nr. 12; op. 25 Nr. 6, Nr. 7 und Nr. 10).
Spielorte waren:
1. Bonn (Geburtsstadt von Kreiten): 19. Juni 2016 im Beethoven-Haus Bonn
2. Köln: 21. Juni 2016 bei Steinway & Sons
3. Düsseldorf: 22. Juni 2016
4. Bremen: 24. Juni 2016 im Sendesaal Bremen
5. Heidelberg (hier wurde Kreiten 1943 verhaftet): 26. Juni 2016
6. Hamburg: 27. Juni 2016 in der Laeiszhalle
7. München: 29. Juni 2016 in der Ludwig-Maximilians-Universität
8. Berlin: 30. Juni 2016 im Kleinen Saal des Konzerthauses Berlin

Weitere Aufführungen des Programms folgten.

## Werke (Auswahl)
- Rebellische Königin. In: Tagesspiegel, 29. Juni 2005.
- Katja Andy. In: Lexikon verfolgter Musiker und Musikerinnen der NS-Zeit. Claudia Maurer Zenck, Peter Petersen (Hg.), Hamburg: Universität Hamburg, 2010.
- Rebellische Pianistin: Das Leben der Grete Sultan zwischen Berlin und New York. Schott Musik International, Mainz, ab 2012 in mehreren Auflagen.[3][4]
- Klang gewordener Geist. Branka Musulin zum 100. Geburtstag. Eine Hommage. Frankfurter Allgemeine Zeitung, 14. August 2017, S. 10.
- Der Reichtum innerer Begnadung. In: Neue Zürcher Zeitung, 4. November 2017.
- Woher der Wind wehte: Familienchronik und Exiltagebücher der Charlotte Baerwald, geb. Lewino. Hentrich & Hentrich Verlag, Berlin, 2017.